# Joseph Khnanicho
Joseph Khnanicho (Mar Yossip Knanicho, en syriaque ܡܪܝ ܝܘܣܦ ܚܢܢܝܫܘܥ ; né Yossip d'beth Matran en 1893 et mort le 3 juillet 1977 à Bagdad) est un métropolite de l'Église apostolique assyrienne de l'Orient qui est considéré comme saint par cette Église autocéphale.

## Biographie
Khnanicho (Hnanišoc) est le nom adopté depuis des générations par les évêques métropolites (matran) de Rustaqa et Shamezdin de la tribu des Nochiya dans les montagnes de Hakkiari. Cette tribu vivait au village de Deira, près de l'ancien monastère Mar Icho (= Hnanišoc), dont elle prend le nom. Dix métropolites se succèdent dans cette tribu et dans la famille Beth d'Matran (Matran signifiant métropolite), d'oncle à neveu. Le métropolite, qui a le rang d'archevêque, a l'insigne privilège d'ordonner à Qotchanès, le catholicos-patriarche.
Joseph est ordonné diacre à douze ans. Il est le neveu et l'héritier désigné (natar kursi) de son oncle Mar Khnanicho IX Eskhaq (Isaac), né en 1848, en fonction de 1884 à 1918. Ce dernier ordonne son neveu de dix-neuf ans à la prêtrise en 1912. En 1914, Joseph se rend avec son oncle à Qotchanès, dans le « patriarcat des Montagnes », où le jeune patriarche Simon XIX Benjamin le consacre comme évêque, le 23 août. La Première Guerre mondiale éclate et l'Empire ottoman d'abord neutre se range du côté de l'Empire allemand. En 1915, devant la retraite des Russes et l'avancée des Turcs, les Assyriens sont obligés de fuir leurs montagnes vers des territoires sous l'autorité des Alliés, comme la Perse, le nord de la Syrie, ou la Mésopotamie, tandis que le génocide assyrien, perpétré par les Turco-Kurdes se met en branle. Après l'assassinat du patriarche Mar Simon XXI, Joseph est concélébrant avec son oncle à la consécration du nouveau patriarche Mar Simon XXII en 1918 à Ourmia en Perse. Cependant les Assyriens sont obligés de s'enfuir à nouveau devant les attaques des musulmans kurdes ou azéris et se réfugient dans le nord de l'Irak actuel. Mar Eskhaq meurt dans la panique et il est enterré à Kermanshah pendant la fuite. Son neveu et héritier est consacré comme son successeur au siège de Rustaqa le 2 décembre 1918 en l'église anglicane Saint-Georges de Bagdad laissée à disposition des réfugiés assyriens pour cette cérémonie par les autorités britanniques. La consécration est faite des mains du patriarche Mar Simon XXII. Ce dernier meurt en 1920 et Joseph Khnanicho procède donc à l'ordination du successeur et neveu du patriarche défunt, en la personne du jeune Ishaya Shimun, devenu Simon XXIII. Il n'a que douze ans et c'est aussi son neveu, sa sœur Esther étant la mère de l'adolescent. Pendant la minorité du jeune patriarche de l'Église apostolique assyrienne de l'Orient, son oncle Joseph va jouer un rôle prépondérant dans sa formation spirituelle et intellectuelle et dirige de facto cette petite Église dispersée.
Ce rôle est renforcé en Orient après l'exil contraint de Simon XXIII en 1933 hors d'Irak qui devient interdit de territoire. C'est donc son oncle qui va agir comme le représentant du patriarche en Irak et en Orient auprès des communautés assyriennes et du pouvoir politique, d'autant que les trois autres évêques ont pris leur distance avec le patriarche exilé à Chypre puis aux États-Unis.
L'évêque Joseph installe d'abord, avec son troupeau de fidèles, réfugiés comme lui, son siège métropolitain dans le petit village de Harir au nord de l'Irak, jusqu'en 1961. Ensuite, il s'installe dans la banlieue de Bagdad. Il pourvoit aussi la succession épiscopale des sièges suffragants, selon le mode traditionnel de l'Église de l'Orient, c'est-à-dire, le système héréditaire d'oncle à neveu. Ainsi il consacre Mar Icho Sargis pour le siège de Djelou (14 mai 1951, † 19 décembre 1966), Mar Andreos Yawallaha pour Barwar (14 juillet 1957, † 17 juin 1973) et le jeune Mar Yossip Sargis pour Djelou (2 mars 1968; il œuvre à Bagdad), tous succédant à leur oncle. Pour Ourmia et l'Iran, il consacre le 19 avril 1953 Mar Youkhanan Philippos et pour Téhéran, après de longues années de vacance du siège (depuis la Première Guerre mondiale), il consacre Mar Dinkha (futur patriarche), le 11 février 1962. 
Après les circonstances scandaleuses de la fin du règne de Simon XXIII, Mar Khnanicho X Joseph est de facto dirigeant du patriarcat en 1973, puis c'est Mar Dinkha de Téhéran - son disciple -  qui est considéré comme le meilleur candidat au patriarcat, et ainsi le système héréditaire est aboli dans le patriarcat, lorsqu'il est élu en 1976, environ un an après la mort de Simon XXIII. 
Joseph Khnanicho meurt à son tour quelques mois plus tard. Il a fait le lien entre une Église faible et isolée au pouvoir théocratique et héréditaire et une Église dispersée dans le monde entier, au discours politique plus nuancé, mais toujours en butte à la persécution.
Les massacres que cette Église a subis au long des siècles et dont il a été témoin ne se sont pas éteints avec le temps. Après soixante-trois ans d'épiscopat, il est enterré désormais en l'église Sainte-Marie-des-Assyriens (Marth Maryam) de Bagdad.
Considéré comme saint, sa mémoire liturgique est célébrée le deuxième dimanche de juillet.

## Hommages
Églises dédiées à son nom :
- Une église[3] à San José (Californie) .
- Une église [4] consacrée en juillet 2019[5] en Arizona.
- En projet [6] près de Sydney.

- Une communauté[7]  à Marseille en France.

Hymne 